# Motorik (Zeitschrift)
motorik – Zeitschrift für Psychomotorik und Motologie in Entwicklung, Bildung und Gesundheit ist eine Zeitschrift, deren Fokus auf Vermittlung von Grundlagen und Anregungen zur Praxis und Theorie der Psychomotorik liegt. Seit 2013 erscheint sie vierteljährlich im Ernst Reinhardt Verlag.
Die Zeitschrift „motorik“ veröffentlicht Beiträge zur Bewegungs- und Entwicklungsförderung von der Frühförderung bis zur Gerontologie. Sowohl pädagogische als auch therapeutische Kontexte stehen im Fokus dieser interdisziplinär ausgerichteten Zeitschrift. Angesprochen werden alle Fachkräfte, die über Körper und Bewegung die Entwicklung, Bildung und Gesundheit von Menschen in allen Altersstufen unterstützen möchten. Die Artikel durchlaufen als Qualitätssicherung ein Peer-Review-Verfahren.

## Herausgeber
(Quelle: )
- Kimon Blos
- Astrid Krus
- J. Lemmer Schmid
- Otmar Weiß